# Caga
Caga är ett vattendrag i Burundi.   Det ligger i provinsen Ruyigi, i den centrala delen av landet, 120 kilometer öster om huvudstaden Bujumbura.
Omgivningarna runt Caga är en mosaik av jordbruksmark och naturlig växtlighet. Runt Caga är det ganska tätbefolkat, med 155 invånare per kvadratkilometer.